# 중국해양석유총공사
중국해양석유총공사(중국어 간체자: 中国海洋石油总公司, 정체자: 中國海洋石油總公司)는 중국의 국영 석유, 천연 가스 기업이다. 주로 중국 대륙 앞바다에서 석유 및 천연가스의 탐사, 채굴, 개발 등의 일을 담당한다.

## 역사
1982년 1월 30일 중화인민공화국 국무원은 중국 대륙 앞바다에 있는 석유를 채굴하기 위해 이에 관련된 규칙을 공포했다. 국무원은 석유 파동 이후 석유값 상승을 예상하여 자국 바다 부근 대륙붕에서 해상 유전 개발에 기대를 걸고 있었지만, 당시 중국에는 기술력과 자금력이 없었기 때문에, 유전 개발을 해외에 개방하였다. 이에 따라 중국해양석유공사가 설립되었다.

## 같이 보기
- 춘샤오 가스전